# Santa Maria di Licodia
Santa Maria di Licodia (Santa Maria di Licuddia en siciliano) es una comuna italiana situada en la provincia de Catania, en la isla de Sicilia, en el sur del país. Desde mayo de 2006 su alcalde es Savatore Rasà.
Santa Maria di Licodia forma parte a su vez de la arquidiócesis de Catania y el municipio es uno de los veinte que forman parte del Parque del Etna (Parco dell'Etna en italiano).

Municipios del Parque del Etna. Santa Maria di Licodia en amarillo (#17).

## Historia
Santa Maria di Licodia está situada según la tradición sobre lo que fue la antigua ciudad de Aetna. El asentamiento fue fundado por colonos provenientes de Catania. Estos habían sido enviados a Catania por Hierón I de Siracusa y expulsados por los habitantes originales de la ciudad en 461 a. C. Los nuevos colonos absorbieron el poblado de Inessa que ya existía en el lugar.
Durante la ocupación romana la ciudad fue rebautizada como Etna y pasó a ser un centro importante de producción de grano. Etna era una ciudad "decumana" y producía su propia moneda.

## Demografía
| Gráfica de evolución demográfica de Santa Maria di Licodia entre 1861 y 2001 |
|                                                                              |
| Fuente ISTAT - elaboración gráfica de Wikipedia                              |